# Daisuke Ochida
Daisuke (大佑), nom de scène de Daisuke Oshida (押田大佑), est un chanteur de rock japonais né le 30 juillet 1978 à Tokyo et mort le 15 juillet 2010, membre des groupes de visual kei kagerou puis The studs sous le label indépendant Free-Will, réputé souffrant d'une maladie cardiaque mettant sa vie en danger.

## Biographie
Il débute en 1998 en tant que batteur dans le groupe visual kei Fatima (ex-Le'Cheri), avant de former kagerou en 1999 en tant que chanteur, avec lequel il sort cinq albums, dont certains distribués en Europe et se produit aussi en France et en Allemagne,,,,,,.
Kagerou se sépare en janvier 2007 et il forme dans l'année le groupe the studs dont il écrit les paroles des chansons et compose certains morceaux, et avec lequel il a déjà sorti trois albums, également distribués en Europe par le label Gan-Shin où il se produit dès 2007.
Mettant The Studs en pause en 2009, il lance en juin 2010 un projet en solo nommé Daisuke To Kuro No Injatachi (大佑と黒の隠者たち, , "Daisuke et les ermites noirs"), dont trois singles et un clip sont dévoilés au public. Il donne une ultime interview au magazine français VerdamMnis dans laquelle il se penche sur son projet solo qu'il dit souhaiter faire évoluer.
Il meurt quelques jours après, le 15 juillet 2010, à 31 ans. Il était rentré chez lui après un rendez-vous au cours duquel il aurait déclaré avoir des problèmes de sommeil. De retour chez lui, il aurait absorbé une grande quantité d'alcool et de tranquillisant. L'heure de sa mort est estimée aux environs de 2h du matin et son corps est retrouvé chez lui dans la journée par un ami. Étant fortement dépressif à cette époque, la piste du suicide est privilégiée mais celle d'une prise accidentelle d'une trop grande quantité de médicaments n'est pas non plus rejetée.
À la suite de sa mort, la décision est prise de terminer le travail inachevé de Daisuke sur son album solo Daisuke to Kuro no Injatachi : les parties déjà enregistrées par Daisuke sont conservées tandis que de nombreux artistes ont enregistré le travail restant. On compte parmi les contributeurs de nombreux artistes tels que : Kyo (Dir en Grey), Tatsurô (MUCC), ShuU (Girugämesh), Reo (Lynch.), les membres de MERRY, Kannivalism, D'espairsRay etc. L'album est rebaptisé "Shikkoku no Hikari" (漆黒の光-La lumière noire)et a vu le jour le 20 avril 2011.
Un an jour pour jour après sa mort, le 15 juillet 2011, est organisé un concert en la mémoire de Daisuke au Shinkiba Studio Coast (Tokyo). Girugämesh, 12012, Boogieman, MUCC, Merry, the studs et Kagerou ont joué ce jour-là. Kyô (Dir en Grey), est également venu sur scène à la surprise générale pour interpréter Sousou (葬送) de l'album posthume de Daisuke.

## Discographie

### Avec Fatima
- 2002 : Shock Edge 2002

### Avec The Studs
- 2007 : Studs
- 2008 : And Hate
- 2009 : Alansmithee

### Projet Solo
2011 : Shikkoku no Hikari (Album posthume)
1. Shikkoku no Hikari
2. Iya  Vo: Daisuke, Gt: Reo(lynch.,) Gt: Nakayama takashi, Ba: Kazu (ex-KAGEROU,) Dr Atsuhito.
3. Greed  Vo: Miyazaki Wataru (12012,) Gt: Yu (MERRY,) Ba: Kazu (ex-KAGEROU,) Dr: Sasabuchi Hiroshi (Cuccko.)
4. Pierce  Vo: Daisuke and Ryo (kannivalism,) Gt: Kei (kannivalism,) Ba: Shuse (TRICK, ex-La’cryma Christi,) Dr: Kawauchi Tooru (12012.)
5. Gu no shoumetsu  Vo: Daisuke, Gt: Nakayama Takashi, Gt: Sae , Ba: Bansaku (boogieman,) Dr: MANJ゛ (Sel’m.)
6. Chikadou ni Nagareru. Aru Hitori no Otoko “Hitsuu na sakebi” ni mo Nita Melody  Vo: Gara (MERRY,) Gt: Suga Yusuke (ex-12012,) Ba: kazu  (ex-Kagerou,) Dr: Sasabuchi Hiroshi (Cuccko.)
7. Hisou  Vo: Daisuke, Gt: Fujimoto Taiji (TRICK,  ex-d.p.s, ex-DTR,) Ba: Yuchi (kannivalism,) Dr: Kawauchi Tooru (12012,)  Chorus: Haru (DOG In The Parallel World Orchestra.)
8. Honrou  Vo: Daisuke, Gt: Kenichi (MERRY,) Gt: Nakayama Takashi, Ba: Shu (girugamesh,) Dr: Kashiyama Kei (TRICK, ex-MOON CHILD.)
9. Dokusaisha no Namida  Vo: Tatsuro (MUCC,) Gt: Karyu (D’espairsRay,) Gt: Junjun (DOG In The Parallel World Orchestra,) Ba: Lay (ex-Fatima,) Dr: Daisuke.
10. Sacher  Vo: Daisuke, Gt: Tsubaki (Sel’m,) Gt: Nakayama Takashi, Ba: kazu (ex-KAGEROU,) Dr: Atsuhito.
11. Sousou  Vo: Kyo (DIR EN GREY,) Gt: Kenichi (MERRY,) Gt: Nakayama Takashi, Ba: kazu (ex-KAGEROU,) Dr: Atsuhito.
12. Uso to Meiro  Vo: Daisuke, Gt: Yuana (boogieman, ex-KAGEROU,) Gt: aie (the studs,) Ba: kazu (ex-KAGEROU,) Dr: Shizumi (ex-KAGEROU.)